# Carnaval de Viareggio

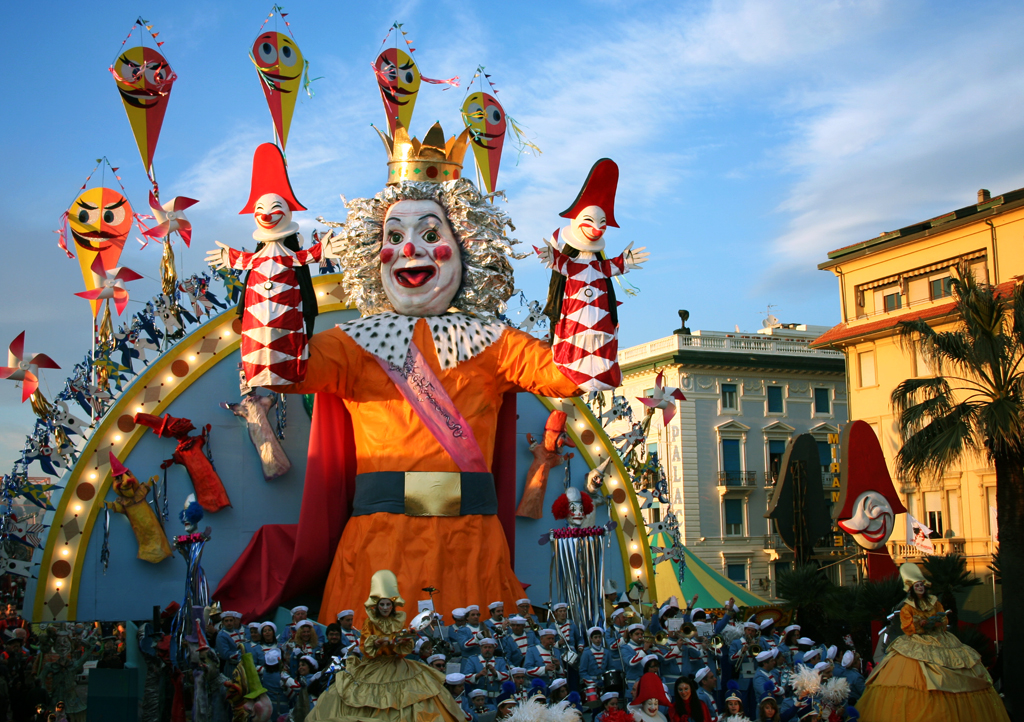
Char au carnaval de Viareggio

Le carnaval de Viareggio est considéré comme l'un des plus importants d'Italie et d'Europe grâce à ses chars allégoriques plus ou moins grands et sur lesquels trônent d'énormes caricatures d'hommes célèbres (comme des hommes politiques, du monde des arts et de la culture, des sportifs...) en carton pâte et bâtons de fer recyclés.

## Description
Les chars longent la Viale regina Margherita, la célèbre promenade du bord de mer (ou Lungomare), sur plus de trois kilomètres.
Le Carnaval de Viareggio célèbre chaque année la splendeur d’un mois entier de fêtes nocturnes et diurnes, avec défilés de chars spectaculaires, fêtes de quartier, bals masqués et spectacles en tout genre. 
L’année [2001] a marqué une date mémorable dans l’histoire du Carnaval de Viareggio avec l’inauguration de la Citadelle du Carnaval, une structure poly-fonctionnelle d'une grande valeur architecturale, où se trouvent les laboratoires modernes pour la construction des chars, l’école du papier-mâché, et où, dans la grande arène, se déroule pendant l’été le festival “ Citadelle sous les étoiles " : spectacles, concerts et initiatives culturelles.
La Citadelle accueille également le Musée du Carnaval, un parcours multimédia destiné à valoriser et diffuser la mémoire historique et culturelle du Carnaval de Viareggio et du carnaval dans le monde entier.
Le Carnaval de Viareggio est un moment idéal de rencontre entre les différents peuples et les différentes cultures, qui, grâce à l’imposant écho de masse médiatique, est également l’occasion de globaliser cette fête qui célèbre, en outre, la tradition et aussi des valeurs de solidarité et de paix.
Chaque année un public innombrable se rend à Viareggio.